# Горно Върбени
Вижте пояснителната страница за други значения на Върбени.
Горно Въ̀рбени или само Въ̀рбени, известно и с турската форма на името Екшѝ Су (на гръцки: Ξινό Νερό, Ксино̀ Неро̀, катаревуса: Ξινόν Νερόν, Ксино̀н Неро̀н, до 1926 година Εξή Σου, Екси Су, на турски: Ekşi su), е село в Република Гърция, дем Суровичево (Аминдео), област Западна Македония.

## География
Селото е разположено на 34 километра югоизточно от Лерин и на 5 километра западно от демовия център Суровичево (Аминдео) в малка котловина в подножието на прохода Кирли дервент между планините Мала река и Малка Нидже. В околностите на селото има минерални извори, на които то дължи и името си – Екши Су и Ксино Неро означават кисела вода съответно на турски и на гръцки. Традиционното българско име на селото е Горно Върбени, за да се отличава от другото леринско село Върбени.

## История

### В Османската империя
В 1669 година английският пътешественик Едуард Браун минава през
| „ | Екисо Вербени, чийто лимони много се ценят и има големи и многобройни извори. | “ |

В края на XIX – началото на XX век Горно Върбени е голямо чисто българско село. В 1848 година руският славист Виктор Григорович описва в „Очерк путешествия по Европейской Турции“ Вербини като българско село. Александър Синве („Les Grecs de l’Empire Ottoman. Etude Statistique et Ethnographique“), който се основава на гръцки данни, в 1878 година пише, че в Екси-Соли (Exi-Soli), Мъгленска епархия, живеят 1200 гърци. Според „Етнография на вилаетите Адрианопол, Монастир и Салоника“, издадена в Константинопол в 1878 година и отразяваща статистиката на населението от 1873 година, Върбени Екши су (Vrbéni Eski-sou) има 360 домакинства с 1050 жители българи.
През есента на 1879 година селото е нападнато от гръцкия андартски капитан Атанасиос Катарахия, който го ограбва и пленява двама видни българи Иван Граматиков и Георги Гогов.
В 1877 година мнозинството от екшисуйци приемат върховенството на Българската екзархия. В селото в 1882 – 1885 година има българска община с председател архимандрит Панкратий и училище, което е разширено с помощта на Харитон Генадиев. В училището преподава Димитър Наумов. Градинарският еснаф в Цариград моли екзарха в 1879 година да подари църковни книги на село Горно Върбени.
В 1889 година Стефан Веркович пише за Горно Върбени в „Топографическо-этнографическій очеркъ Македоніи“:
| „ | Село Екси-су (Кисела вода) с 25 мохамедански и 175 български къщи. Данъкът на мохамеданите е 2180 пиастри, а на християните – 19900 пиастри и отделно инание-аскерие от 7260 пиастри. Жителите се занимават със земеделие и производство на вино в значителни размери. Има няколко хана. | “ |

Църквата в Горно Върбени е осветена през есента на 1890 година от владиката Синесий Преспански и Охридски. По повод това освещаване и освещаването на църквата в Неокази цариградските и атински вестници вдигат страшен шум и наричат Синесий „бунтовник“.
Според Васил Кънчов („Македония. Етнография и статистика“) в Екши Су (Върбени Горно, Върбени Полско) в 1900 година живеят 1900 българи християни и 65 цигани.
На Етнографската карта на Битолския вилает на Картографския институт в София от 1901 година Екши Су (Върбени) е чисто българско село в Леринската каза на Битолския санджак с 315 къщи.
Екши Су е
| „ | най-хубавото и най-богато село на леринския район | “ |

пише Христо Силянов в 1902 година в „Писма и изповеди на един четник“.
По данни на секретаря на екзархията Димитър Мишев („La Macédoine et sa Population Chrétienne“) в 1905 година в селото има 2200 българи екзархисти и 136 патриаршисти и 96 цигани. В селото е отворено българско училище. Учител в селото е Аргир Папапейчев.
Върбенци участват активно в борбата на ВМОРО срещу турската власт. Някои от тях се включват в четата на Марко Лерински. През септември 1902 година 15 жители на селото, начело със свещеника Ваче (Иван) Стейров са осъдени на затвор от 15 до 3 години като „български бунтовници“ заради участие в „българския комитет“. През Илинденско-Преображенското въстание на 2 август 1903 година 2000 въстаници (90 от селото) нападат железопътната спирка Горно Върбени и я разрушават. След въстанието жителите на селото оказват упорита съпротива на появилата се гръцка въоръжена пропаганда, заради което гръцките андарти кръщават селото Малка София.
През ноември 1903 година селото е посетено от българския владика Григорий Пелагонийски и леринския архиерейски наместник отец Никодим, които раздават помощи за пострадалото българско население. Наум Темчев, който придружава Григорий, пише: „Екши-су брой около 300 български кѫщи. То взе живо участие въ движението като даде 90 души четници. Ограбваха го на неколко пѫти турцитѣ, заканваха се да го изгоратъ и да изколятъ населението, нъ при все това то пакъ оцѣлѣ.“
След Загоричанското клане в 1905 година, и последните гъркомански къщи в Горно Върбени се отказват от Цариградската патриаршия и приемат върховенството на Българската екзархия. Според телеграма, изпратена от местните жители до Отоманския парламент, през 1909 година в селото вече няма патриаршисти. В Горновърбенското училище след Хуриета преподава социалдемократът Жеко Банев.
В 1910 година вестник „Дебърски глас“ пише:
| „ | Българското население в отоманските провинции е изоставено и занемарено от правителството... Като се увериха в някои села в Леринската каза, че няма кой да се грижи за тяхното спокойствие и техния напредък, заловиха се сами за работа, а именно да си наредят общоселските учреждения. Първо място между тия села държи село Екши Су (Върбени). Това село както се е показало първо в националните борби, в революционната и освободителна борба, както първо между другите издигна великолепно училище след прогласяването на конституцията и зачуди всички, които заминават покрай него, така също сега скоро, преди няколко седмици се загрижи да нареди църковно-училищните работи и общоселските учреждения. То първо направи публични и образцови избори на църковно-училищно настоятелство и на кметство (селски съвет). | “ |

При избухването на Балканската война в 1912 година 23 души от Горно Върбени са доброволци в Македоно-одринското опълчение.

### В Гърция
През Балканската война край Горно Върбени се развива голямо сражение, в което османците разбиват настъпващите гръцки части. В крайна сметка селото е окупирано от гръцката армия и след злополучния за България край на Междусъюзническата война Горно Върбени с цяло Леринско попада в Гърция. Гръцките власти започват системен терор над хората с изявено българско съзнание, много от които са принудени да емигрират. Заради това, че не се отказва от идентификацията си с българската нация Върбенецът Петър Шунтаков без съд е разстрелян показно пред Солунския затвор Еди куле.

По време на Първата световна война през август 1916 година селото за кратко е освободено от Първа българска армия по време на Леринската операция. По време на сраженията е разрушена църквата на селото. След Ньойския договор селото отново е върнато в Гърция, като голяма част от жителите му емигрират в България. Андре Мазон определя Горно Върбени като опорна точка на българщината в Югозападна Македония. Боривое Милоевич пише в 1921 година („Южна Македония“), че Горно Върбени (Горно Врбени) има 350 къщи славяни християни. В 1926 година селото е прекръстено на Ксинон Нерон. В доклад на лейтенант Г. Сакеларопулос от 25 ноември 1932 година до втори армейски корпус в Лариса се казва: 
| „ | В българското село Екши Су, един от лидерите на партията на Папанастаси нарече членовете на националистическата организация ЕЕЕ „чудовища“ и „лайна“. | “ |

Според гръцки жандармерийски документ от 1932 година в Ксинон Нерон живеят 2026 души – 3 евреи, 1 сърбин и 2022 гърци, от които 1945 „българофони“ (318 семейства), разделени на три групи – 1717 (298 семейства) „българомислещи с изявено българско съзнание“, 22 „с гръцко национално съзнание“ и 208 „с неопределено национално съзнание“.
През 30-те години в Горно Върбени са основани две групи на ВМРО (обединена) с 15 души. В документ на служба „Чужденци“ към управлението за държавна сигурност в Солун от 1939 година се казва, че в района на Горно Върбени е сформирана комисия, която подготва изложение до италианския консул с оплакване от наложена забрана на българите да говорят на родния си език.
Доклад на дипломата Ангел Петров от 18 май 1939 година разказва за посещението на гръцкия крал в Екши Су: отивайки на хорото, кралят попитал една девойка как се казва и тя не му отговорила, тъй като не знаела гръцки.
Секретен доклад на жандармерийския началник в Лерин от април 1940 година посочва Горно Върбени заедно със Загоричани, Мокрени и Буф като едно от селата с най-голяма концентрация на „българомислещи“ в региона. В междувоенния период 40 български семейства от Горно Върбени се изселват в България, а 6 – 7 отвъд океана.
След разгрома на Гърция от Германия през април 1941 година в Горно Върбени се образува български културен клуб. В училището започва да се преподава на български език от бившия екзархийски учител Димитър Гульов, заради което след войната е арестуван и хвърлен в солунския затвор Еди куле. Горновърбенци след 30 години прекъсване отново тържествено празнуват 24 май, денят на Светите братя Кирил и Методий с водосвет на български. През май 1941 година гръцката администрация в Горно Върбени е заменена на общоселско събрание с българска и е избран кмет българин. В общинския съвет влизат Кирил Ляпчев, Борис Попов, Симо Шишков, Павел Драгнев, Георги Райков, Миро Гершанов, Михаил Хаджикиров, Благой Туранджов, Ташо Веляшков, Кирил Панчев.
На съвещание от 23 октомври 1941 година германският командващ военната област Солун-Егея генерал Курт фон Кренцки по повод инцидент станал в Горно Върбени заявява, че
| „ | населението му е 100% македонци, които сами признават, че принадлежат към българската народност. | “ |

Върбенци се включват активно във въоръжените отряди Охрана, образувани от Централния македонобългарски комитет, които отблъскват набезите на гръцките паравоенни организации в западната част на Егейска Македония. През 1942 година делегация от Леринско изнася изложение молба до Богдан Филов, в което заявява:
| „ | От село Екши су са арестувани [от гърците], бити и затворени: Павел Веляшков и Пандо Маркузов. | “ |

На 2 август 1944 година в Горно Върбени се празнува за последен път тържествено годишнината от Илинденското въстание.
В 1945 година в Ксино Неро има 2039 българофони, 1900 от тях с „негръцко съзнание“ и 139 с „неустановено национално съзнание“. Преброяването от 1951 година показва 2608 жители.
В дописка от 31 март 1945 година гръцкият вестник „Фос“ пише:
| „ | Българите и комунистите продължават дейността си за автономията на Македония. Център на тази дейност не е само Суровичево, но и селата Екши Су, Агиос Пантелеймонас и Веви. От самите имена на водачите се установява ясно сътрудничество между комунистите и българите. Това са някогашните фактори на българската тайна полиция и водачи на българското движение в този край. | “ |

В Гражданската война жителите на Горно Върбени се сражават на страната на Демократичната армия на Гърция, като селото дава над 300 убити. През 1947 година са убити и арестувани много селяни. В 1947 година трите сестри Аспасия (родена в 1908), Веса (родена в 1912) и Ники (родена в 1917) са убити заедно с Матка Попова за комунистическа дейност. На Аспасия е прерязано гърлото, а другите три са изгорени живи. Единадесет други върбенци - Трифон Аджикирев, Фроса Аджикирева, Михаил Васов, Анастас Велашков, Михаил Димулков, Марика Дурданова, Стефо Масев, Ташо Стефанов Масев, Васил Робев, Пандо Романов и Стоян Трайков - са отведени в затвора в Лерин, където през ноември са разстреляни.
Загубата на комунистическите сили в Гражданската война води до нова емиграционна вълна към България, Югославия (60 семейства) и отвъд океана в САЩ, Канада и Австралия. Преброяването от 1951 година показва 2608 души, но при него като екшисуйци са броени и много жители на околните села потърсили убежище от войната в голямото Горно Върбени.
През август 1998 година жителите на Горно Върбени, начело с кмета Константинос Селцас, не позволяват на гръцки националисти, сред които и членове на гръцката крайнодясна организация Златна зора и архимандритът на Суровичево Севастиан да проведат в селото честване на убития на 28 август (10 септември) 1904 година от ВМОРО гъркоманин Петър Поппетров (Петрос Папапетрос). През август 2000 година сблъсъкът се повтаря и статуята на Папапетрос, дотогава многократно събаряна от върбенци и след това възстановявана от властите, мистериозно изчезва, което води до скандал в гръцкия парламент. Управителят на ном Лерин Павлос Алтинис коментира новия инцидент така:
| „ | Както е известно Ксино Неро от много години е в обхвата на българската и на втори план на славомакедонската пропаганда... [жителите му] са недостойни гърци, които се представят като българеещи се или славомакедонеещи се, за да получат парични облаги от чужбина. | “ |

На 31 август 2008 година в Горно Върбени отново има сблъсъци между върбенци и членове на гръцки крайно десни организации.
В 1988 година Горновърбенското училище е обявено за паметник на културата.
Според изследване от 1993 година селото е чисто „славофонско“ и „македонският език“ в него е запазен отлично.
В началото на XXI век е сравнително голямо село по гръцките стандарти. Жителите се занимават традиционно със земеделие и животновъдство и с експлоатация на минералните извори около селото. Тези извори са един от трите официално признати източници на минерална вода в Гърция и за експлоатацията им в Екши Су е построена бутилираща фабрика. Всяка година в края на февруари – началото на март в Екши Су се провежда карнавал, в който участват хора от цяла Егейска Македония. Футболният клуб на Горно Върбени се казва „Анагениси“ и е основан в 1926 година.
| Име                 | Име          | Ново име                       | Ново име                        | Описание                                         |
| ------------------- | ------------ | ------------------------------ | ------------------------------- | ------------------------------------------------ |
| Брезовица           | Μπρεστοβίτς  | Нерайдорема                    | Νεραϊδόρεμα                     |                                                  |
| Руса Леска          | Ρούσφα Λέσκα | Фундукиес                      | Φουντουκιές                     | връх в Мала река на ССЗ от Горно Върбени (956 m) |
| Големи Извор        | Γκόλμι Ίσβάρ | Ксири Пиги                     | Ξηρή Πηγή                       | връх в Мала река на СЗ от Горно Върбени (1011 m) |
| Кърлушка            | Καρλούσκα    | Анемодарто                     | Άνεμόδαρτο                      | връх в Мала река на С над Горно Върбени (935 m)  |
| Курия               | Κουρία       | Ипсома Синдагматарху Папапетру | Ύψωμα Συνταγματάρχου Παπαπέτρου | връх в Мала река на СЗ от Горно Върбени          |
| Вуския              | Βούσκια      | Воски                          | Βοσκή                           | местност на СЗ от Горно Върбени                  |
| Усойот или Шадраван | Ούσόϊτ       | Анилион                        | Άνήλιον                         | връх в Мала река на С над Горно Върбени          |
| Цървеница           | Τσαρβενίτσα  | Кокинохома                     | Κοκκινόχωμα                     | местност на СИ от Горно Върбени                  |
| Скардо              | Σκάρδο       | Ксирокамбия                    | Ξηρωκάμπια                      | местност на ЮИ от Горно Върбени                  |
| Перник              | Πέρνικ       | Хондру                         | Χονδρού                         | местност на ЮЮИ от Горно Върбени                 |
| Дърма               | Ντάρμα       | Тамни                          | Θάμνοι                          | местност на ЮЮЗ от Горно Върбени                 |

Преброявания
- 1913 – 1735 жители
- 1920 – 1406 жители
- 1940 – 1955 жители
- 1951 – 2608 жители
- 1961 – 1562 жители
- 1971 – 1419 жители
- 1981 – 1393 жители
- 2001 – 1229 жители
- 2011 – 1081 жители
- 2021 – 907 жители

## Личности
В Горно Върбени са родени редица видни български дейци, сред които най-известни са българският революционер и общественик Сребрен Поппетров (1869 - 1950), българските революционери Пандил Шишков (1874 - 1929), Александър Турунджев (1872 - 1905), Димитър Тръпков (1870 - след 1943), Михаил Чеков (1873 - 1957), Ташко Костов (1879 - 1975). От Горно Върбени е и гръцкият политик Константинос Селцас (р. 1956).